# José Torres Gil
José Torres Gil, född 28 mars 1995 i Bolivia, är BMX-cyklist som representerar Argentina.

## Karriär
José Torres Gil tog guld i BMX-klassen freestyle vid OS 2024.